# Cuarteron
Der Cuarteron war ein spanisches Volumen- und Getreidemaß, aber auch ein Gewichtsmaß beim Ölhandel.
Die Maßkette in Valencia als Getreidemaß war
- 1 Cahiz = 12 Barchillas = 48 Celemines = 192 Cuarterones = 246,28125 Liter[1] nach anderer Quelle = 10.234,51 Pariser Kubikzoll = 203,0156 Liter[2]
- 1 Cuarteron = 1,28 Liter (1,05 Liter)

Die Maßkette im Ölhandel war
- 1 Öl-Arroba/Arroba menor = 25 Libras = 100 Cuarterones/Panillas = 12.564 Liter
- 1 Cuarteron/Panillas = 0,12564 Liter

Die Maßkette als Gewichtsmaß war
- 1 Quintal/Zentner = 4 Arroba = 100 Libras = 400 Cuarterones = 1600 Onzas = 92.800 Ochavas = 460.135 Kilogramm
- 1 Cuarteron = 1150,34 Kilogramm